# Tropaeolum cirrhipes
Tropaeolum cirrhipes là một loài thực vật có hoa trong họ Tropaeolaceae. Loài này được Hook. miêu tả khoa học đầu tiên năm 1842.